# SK 허브 스카이 (온천동)
SK 허브 스카이(영어: SK Hub Sky)는 대한민국 부산광역시 동래구 온천동에 위치한 오피스텔 단지다. 구성은 3개동으로 나누고 2개동은 지상 49층, 182m이고 1개동은 지상 23층이고 지하 4층이 있다. 편의시설은 홈플러스 있다. 주변에는 상가가 있고 소방서삼거리가 있다. 2002년에 건축허가를 받은 뒤 2003년에 착공하여 2006년 10월에 완공하였다.

## 역사
2002년에 건축허가를 받고 2003년 2월 17일 오피스텔과 상가의 분양이 완료되었다. 6월 SK 위아(SK 허브 스카이 위아) 쇼핑몰 계획이 있다. 같은 해 착공하였고 2005년에는 복합 상가 미분양분에 대해 분양중이고 이후 분양이 완료되었다. 이후 2006년 10월 완공 후 개장했다.

## 구성
| 동 명칭 | 층수 | 높이 |
| ------- | ---- | ---- |
| 101동   | 49층 | 180m |
| 102동   | 49층 | 180m |
| 103동   | 23층 | 100m |

## 높이
두동은 49층이고 최고 높이는 182m이고 주변에는 23층 건물이 있고 높이는 100m이다. 완공 후 현재 동래구에서 높은 오피스텔이다. 더샵 센텀스타 B동(60층, 212m)이 완공되기 전까지만 해도 부산광역시에서 가장 높았다. 오피스텔은 2008년까지만 해도 부산광역시에서 높은 건물이다. 오피스텔으로 구성된 건물은 높고 원룸으로 구성된 건물은 낮다.

## 특징
중대형과 소형이 있는 오피스텔과 원룸이 있다. 2개동에는 중대형 평수가 있고 주변 오피스텔에는 소형 평수으로 구성된다. 쇼핑몰이 있고 103동에는 원룸이 있다. 상업시설은 육교와 연결되어 있다. 지하와 지상에는 상가 시설이 있다. 입주민들이 사용하는 헬스장과 사우나가 있다. 103동 오피스텔은 상가와 같이 사용한다. 주차장은 지하에 있고 오피스텔이 아닌 상가와 사용한다. 엘리베이터는 저층용과 고층용 각각 4대인 총 8대가 설치되어 있다. 두동과 주변의 세대수는 840세대고 주차대수는 1,053대(세대당 1.25대)다.

## 내부 시설

### 101동, 102동
| 층수                | 시설       |
| ------------------- | ---------- |
| 5층 ~ 49층          | 오피스텔   |
| 42층                | 기계실     |
| 20층 ~ 41층         | 오피스텔   |
| 19층                | 기계실     |
| 5층 ~ 18층          | 오피스텔   |
| 1층 ~ 4층           | 상업시설   |
| 지하 5층 ~ 지하 1층 | 지하주차장 |

### 103동
| 층수                | 시설                       |
| ------------------- | -------------------------- |
| 23층                | 스카이라운지               |
| 15층 ~ 22층         | 원룸                       |
| 13층 ~ 14층         | 오피스                     |
| 10층 ~ 12층         | 전문 크리닉 / 아카데미     |
| 7층 ~ 9층           | CGV 영화관                 |
| 6층                 | CGV 매표소                 |
| 5층                 | 푸드코트                   |
| 4층                 | 클리닉 / 휘트니스 센타     |
| 3층                 | 로드샵, 판매시설, 대형서점 |
| 2층                 | 지하철, 로드샵, 판매시설   |
| 1층                 | 로드샵, 조경시설, 판매시설 |
| 지하 3층 ~ 지하 1층 | 홈플러스 동래점            |
| 지하 4층            | 지하주차장                 |

## 같이 보기
- 대한민국의 마천루 목록
- 부산광역시의 마천루 목록